# 비의 바다

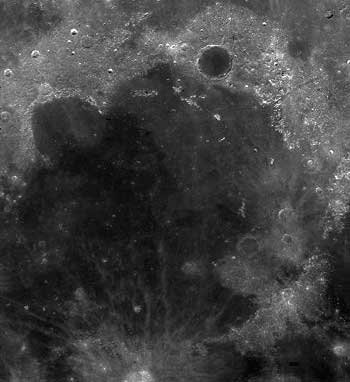
비의 바다

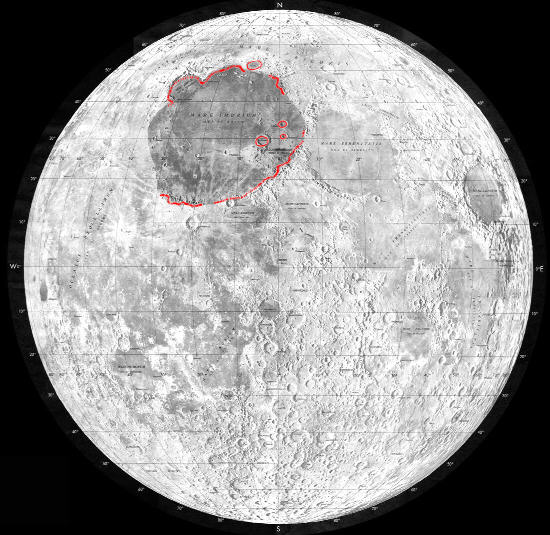
비의 바다의 위치

비의 바다(라틴어: Mare Imbrium)는 폭풍의 대양에 이어 넓은 달의 바다 중 하나이다. 달의 앞면에 위치해 있다. 아폴로 15호는 비의 바다 남서부에 있는 아펜닌 산맥 부근에 착륙한 적이 있다.
비의 바다에는 동심원의 외벽이 3개 있는데, 거대한 운석의 충돌로 형성된 것이다. 가장 바깥쪽 외벽의 직경은 1,300km로, 몇 개의 구역으로 나뉜다. 남부 카르파투스산맥(Carpatus), 남서부는 아펜닌산맥(Apenninus), 동부에는 캅카스산맥이다. 북부와 서부는 별로 융기하지 않아 특정한 산맥이 없다. 외부에서 두 번째 외벽은 알프스 계곡 등 산악지대로 구성되어 있으며, 주변에는 아르키메데스 분화구와 플라톤 분화구가 있다. 가장 안쪽의 외벽 지경은 600km에 달하는데, 완만한 현무암의 구릉으로 이루어져 있다. 가장 바깥 쪽 외벽의 높이는 중심부 바닥에서 약 7km 정도이다. 표면을 덮는 지층의 깊이는 대략 5km 정도이므로, 비의 바다의 깊이 합계는 대략적으로 12km 정도이다. 비의 바다 바깥 약 800km에는 운석 충돌로 인해 뜬 암석이 쌓여 있다.
총 직경은 1,145km이다.

## 같이 보기
- 쇠퇴의 늪

## 참조
1. ↑  “Moon Mare/Maria”. 《Gazetteer of Planetary Nomenclature》. USGS Astrogeology. 2010년 8월 20일에 확인함.